# لایونس (کشتی بخار)
لایونس (کشتی بخار) (به انگلیسی: Lioness (steamship)) یک کشتی است.